# Bellegarde-sur-Valserine
Bellegarde-sur-Valserine là một xã ở tỉnh Ain, vùng Auvergne-Rhône-Alpes thuộc miền đông nước Pháp.